# Список птиц Таджикистана
Это список видов птиц, зарегистрированных в Таджикистане. Всего фауна Таджикистана насчитывает 422 вида.
Таксономическая трактовка этого списка (обозначение и последовательность отрядов, семейств и видов) и наименования (обычные и научные названия) соответствуют правилам Списка птиц мира Клементса, издание 2022 года. Сведения о семействах в начале каждого заголовка отражают эту таксономию, как и количество видов, указанное в описании каждого семейства.
Следующие сокращения используются для выделения категорий видов. Часто встречающиеся местные виды указаны без категорий:
- (A) Случайный — вид, редко или случайно встречающийся в Таджикистане.
- (I) Интродуцированный — вид, интродуцированный в Таджикистан в результате, прямого или косвенного, воздействия человека.

## Утки, гуси и водоплавающие птицы
Отряд : Гусеобразные   Семейство : Утиные
Семейство утиные включает уток и большинство водоплавающих птиц, похожих на уток, таких как гуси и лебеди. Эти птицы приспособлены к существованию на поверхности воды с перепончатыми лапами, уплощенными клювами и перьями, которые отлично отталкивают воду из-за маслянистого покрытия.
- Горный гусь, Anser indicus
- Серый гусь, Anser anser
- Белолобый гусь, Anser albifrons (A)
- Гуменник, Anser fabalis (A)
- Краснозобая казарка, Branta ruficollis (A)
- Лебедь-шипун, Cygnus olor (A)
- Американский лебедь, Cygnus columbianus (A)
- Лебедь-кликун, Cygnus cygnus (A)
- Огарь, Tadorna ferruginea
- Пеганка, Tadorna tadorna (A)
- Чирок-трескунок, Spatula querquedula
- Широконоска, Spatula clypeata
- Серая утка, Mareca strepera
- Свиязь, Mareca penelope
- Кряква, Anas platyrhynchos
- Шилохвость, Anas acuta
- Чирок-свистунок, Anas crecca
- Мраморный чирок, Marmaronetta angustirostris (A)
- Красноносый нырок, Netta rufina
- Красноголовый нырок, Aythya ferina
- Белоглазый нырок, Aythya nyroca (A)
- Хохлатая чернеть, Aythya fuligula
- Морская чернеть, Aythya marila (A)
- Морянка, Clangula hyemalis (A)
- Обыкновенный гоголь, Bucephala clangula
- Луток, Mergellus albellus
- Большой крохаль, Mergus merganser
- Средний крохаль, Mergus serrator (A)
- Савка, Oxyura leucocephala (A)

## Фазаны, тетерева
Отряд : курообразные   Семейство : фазановые
Фазановые — семейство наземных птиц . В целом, они пухлые (хотя и различаются по размеру) и имеют широкие, относительно короткие крылья.
- Бородатая куропатка, Perdix dauurica
- Обыкновенный фазан, Phasianus colchicus
- Тибетский улар, Tetraogallus tibetanus
- Гималайский улар, Tetraogallus himalayensis
- Пустынная куропатка, Ammoperdix griseogularis
- Обыкновенный перепел, Coturnix coturnix
- Азиатский кеклик, Alectoris chukar

## Фламинго
Отряд : Фламингообразные   Семейство : Фламинговые
Фламинго — стайные болотные птицы, обычно 1 — 1,5 м высотой, встречается как в Западном, так и в Восточном полушариях. Фламинго фильтруют моллюсков и водоросли клювом. Их клювы странной формы специально приспособлены для отделения грязи и ила от пищи, которую они потребляют, и, что уникально, делают они это в перевернутом виде.
- Розовый фламинго, Phoenicopterus roseus (A)

## Поганки
Отряд : Поганкообразные   Семейство : Поганковые
Поганки — мелкие и средние пресноводные ныряющие птицы. У них лопастные лапы, они отличные пловцы и ныряльщики. Однако их ноги посажены далеко назад, что делает их довольно неуклюжими на суше.
- Малая поганка, Tachybaptus ruficollis
- Красношейная поганка, Podiceps auritus (A)
- Серощёкая поганка, Podiceps grisegena (A)
- Большая поганка, Podiceps cristatus
- Черношейная поганка, Podiceps nigricollis

## Голуби
Отряд : Голубеобразные   Семейство : Голубиные
Голуби — птицы с крепким телом, короткой шеей и короткими тонкими клювами, в основании надклювья имеются участки голой мягкой кожицы — восковица.
- Сизый голубь, Columba livia (I)
- Скалистый голубь, Columba rupestris
- Белогрудый голубь, Columba leuconota
- Клинтух, Columba oenas
- Бурый голубь, Columba eversmanni
- Вяхирь, Columba palumbus
- Обыкновенная горлица, Streptopelia turtur
- Большая горлица, Streptopelia orientalis
- Кольчатая горлица, Streptopelia decaocto
- Малая горлица, Streptopelia senegalensis

## ОтрядРябкообразные

### СемействоРябковые
У рябчиков маленькие, как у голубя, голова и шея, но крепкие небольшие тела. У них длинные заостренные крылья, а иногда и хвосты, а также быстрый прямой полет. Стаи прилетают на водопои на рассвете и в сумерках. Их ноги покрыты перьями до кончиков пальцев.
- Тибетская саджа, Syrrhaptes tibetanus (A)
- Саджа, Syrrhaptes paradoxus (A)
- Белобрюхий рябок, Pterocles alchata (A)
- Пятнистый рябок, Pterocles senegallus (A)
- Чернобрюхий рябок, Pterocles orientalis (A)

## ОтрядДрофообразные

### СемействоДрофиные
Дрофы — крупные наземные птицы, в основном обитающие в сухих, открытых местах и степях европейской части. Они всеядны и гнездятся на земле. Они уверенно ходят на сильных ногах и больших пальцах ног, на ходу клюя пищу. У них длинные широкие крылья с «пальчатыми» кончиками крыльев и красивые узоры. Многие устраивают красивые брачные представления.
- Дрофа, Otis tarda (A)
- Вихляй, Chlamydotis macqueenii (A)
- Стрепет, Tetrax tetrax (A)

## ОтрядКукушкообразные

### СемействоКукушковые
Эти птицы разного размера, со стройным телом, длинным хвостом и сильными ногами. Кукушки, встречающиеся в Таджикистане — гнездовые паразиты.
- Обыкновенная кукушка, Cuculus canorus
- Глухая кукушка, Cuculus optatus (A)

## Козодои
Отряд : Козодоеобразные   Семейство : Козодоевые
Козодои — ночные птицы среднего размера, которые обычно гнездятся на земле. У них длинные крылья, короткие ноги и очень короткие клювы. У большинства маленькие ноги, малопригодные для ходьбы, и длинные заостренные крылья. Их мягкое оперение замаскировано под кору деревьев или листья.
- Обыкновенный козодой, Caprimulgus europaeus
- Буланый козодой, Caprimulgus aegyptius (A)

## ОтрядСтрижеобразные

### СемействоСтрижиные
Стрижи — маленькие птицы, которые проводят большую часть своей жизни в полете. У этих птиц очень короткие ноги, и они никогда сами не садятся на землю, а садятся только на вертикальные поверхности. У многих стрижей длинные загнутые назад крылья, напоминающие полумесяц или бумеранг.
- Белобрюхий стриж, Apus melba
- Чёрный стриж, Apus apus
- Малый стриж, Apus affinis

## ОтрядЖуравлеобразные

### СемействоПастушковые
Пастушки — большое семейство мелких и средних птиц, в которое входят пастушковые, коростели, лысухи и камышницы. Обычно они населяют густую растительность вблизи озер, болот или рек. Как правило, это скрытные птицы, что затрудняет наблюдение за ними. У большинства видов сильные ноги и длинные лапы, которые хорошо приспособлены к мягким неровным поверхностям. У них, как правило, короткие округлые крылья, и они плохо летают.
- Водяной пастушок, Rallus aquaticus
- Коростель, Crex crex
- Погоныш, Porzana porzana (A)
- Камышница, Gallinula chloropus
- Лысуха, Fulica atra
- Малый погоныш, Zapornia parva
- Погоныш-крошка, Zapornia pusilla

### СемействоЖуравлиные
Журавли — крупные, длинноногие и длинношеие птицы. В отличие от внешне похожих, но не родственных цапель, журавли летают с вытянутой шеей, а не оттянутой назад. У большинства из них есть тщательно продуманные и шумные ухаживания или «танцы».
- Журавль-красавка, Anthropoides virgo
- Стерх, Leucogeranus leucogeranus (A)
- Серый журавль, Grus grus

## ОтрядРжанкообразные

### СемействоАвдотковые
Авдотки — это группа в основном тропических куликов. Они встречаются по всему миру в тропической зоне, а некоторые виды также размножаются в умеренном климате Европе и Австралии. Это кулики среднего и крупного размера с сильными черными или желто-черными клювами, большими желтыми глазами и красивым оперением. Несмотря на то, что они классифицируются как кулики, большинство видов предпочитают засушливые или полузасушливые места обитания.
- Авдотка, Burhinus edicnemus

### СемействоШилоклювковые
Шилоклювковые — семейство крупных болотных птиц, в которое входят шилоклювки и ходулочники . У шилоклювки длинные ноги и длинные загнутые вверх клювы. Ходулочники имеют очень длинные ноги и длинные, тонкие, прямые клювы.
- Ходулочник, Himantopus himantopus
- Шилоклювка, Recurvirostra avosetta (A)

### СемействоСерпоклювы
Серпоклюв связан с куликами, но достаточно своеобразен, чтобы быть отдельным семейством. Взрослая особь серая, с белым животом, красными ногами, длинным загнутым вниз клювом.
- Серпоклюв, Ibidorhyncha struthersii (A)

### СемействоКулики-сороки
Кулики-сороки — большие и шумные птицы, похожие на ржанок, с крепкими клювами, которыми они разбивают или вылавливают моллюсков.
- Кулик-сорока, Haematopus ostralegus (A)

### СемействоРжанковые
Это птицы небольшого и среднего размера с компактным телом, короткой толстой шеей и длинными, обычно заостренными крыльями. Они встречаются на открытой местности по всему миру, в основном у воды.
- Тулес, Pluvialis squatarola
- Золотистая ржанка, Pluvialis apricaria (A)
- Бурокрылая ржанка, Pluvialis fulva (A)
- Чибис, Vanellus vanellus
- Украшенный чибис, Vanellus indicus (A)
- Кречётка, Vanellus gregarius (A)
- Белохвостая пигалица, Vanellus leucurus (A)
- Монгольский зуёк, Charadrius mongolus
- Большеклювый зуёк, Charadrius leschenaultii
- Каспийский зуёк, Charadrius asiaticus (A)
- Морской зуёк, Charadrius alexandrinus
- Галстучник, Charadrius hiaticula
- Малый зуёк, Charadrius dubius

### СемействоБекасовые
Бекасовые — большое разнообразное семейство куликов малого и среднего размера, включающее бекасов, кроншнепов, веретенников, улиты, вальдшнепов, веретенники, плавунчиков и других. Большинство этих видов питаются мелкими беспозвоночными, выловленными из ила или почвы. Различия в длине ног и клювов позволяют нескольким видам питаться в одной и той же среде обитания, особенно на побережье, без прямой конкуренции за пищу.
- Средний кроншнеп, Numenius phaeopus (A)
- Большой кроншнеп, Numenius arquata
- Малый веретенник, Limosa lapponica
- Большой веретенник, Limosa limosa
- Камнешарка, Arenaria interpres
- Турухтан, Calidris pugnax
- Грязовик, Calidris falcinellus
- Краснозобик, Calidris ferruginea
- Белохвостый песочник, Calidris temminckii
- Длиннопалый песочник, Calidris subminuta (A)
- Песчанка, Calidris alba
- Чернозобик, Calidris alpina
- Кулик-воробей, Calidris minuta
- Гаршнеп, Lymnocryptes minimus
- Вальдшнеп, Scolopax rusticola
- Горный дупель, Gallinago solitaria
- Бекас, Gallinago gallinago
- Мородунка, Xenus cinereus
- Круглоносый плавунчик, Phalaropus lobatus
- Плосконосый плавунчик, Phalaropus fulicarius (A)
- Перевозчик, Actitis hypoleucos
- Черныш, Tringa ochropus
- Щёголь, Tringa erythropus
- Большой улит, Tringa nebularia
- Поручейник, Tringa stagnatilis
- Фифи, Tringa glareola
- Травник, Tringa totanus

### СемействоТиркушковые
Тиркушковые — семейство болотных птиц, состоящее из тиркушек с короткими ногами, длинными заостренными крыльями и длинным раздвоенным хвостом, и бегунков с длинными ногами, короткими крыльями и длинными заостренными клювами, изогнутыми вниз.
- Луговая тиркушка, Glareola pratincola
- Степная тиркушка, Glareola nordmanni

### СемействоЧайковые
Чайковые — семейство средних и крупных морских птиц, состоящее из чаек, крачек и водорезов. Чайки обычно серые или белые, часто с черными отметинами на голове или крыльях. У них крепкие, длинные клювы и перепончатые лапы. Крачки — это группа обычно средних и крупных морских птиц, обычно с серым или белым оперением, часто с черными отметинами на голове. Большинство крачек охотятся на рыбу, ныряя, но некоторые собирают насекомых с поверхности пресной воды. Крачки, как правило, птицы-долгожители, известно, что некоторые виды живут более 30 лет.
- Морской голубок, Chroicocephalus genei (A)
- Озёрная чайка, Chroicocephalus ridibundus
- Буроголовая чайка, Chroicocephalus brunnicephalus (A)
- Малая чайка, Hydrocoloeus minutus
- Черноголовый хохотун, Ichthyaetus ichthyaetus
- Сизая чайка, Larus canus
- Степная чайка, Larus cachinnans
- Клуша, Larus fuscus
- Малая крачка, Sternula albifrons
- Чайконосая крачка, Gelochelidon nilotica
- Чеграва, Hydroprogne caspia
- Чёрная болотная крачка, Chlidonias niger
- Белокрылая болотная крачка, Chlidonias leucopterus
- Белощёкая болотная крачка, Chlidonias hybrida (A)
- Речная крачка, Sterna hirundo

## Аисты
Отряд : Аистообразные   Семейство : Аистовые
Аисты — крупные, длинноногие, длинношеие, болотные птицы с длинными толстыми клювами. Аисты немые, но щелканье клювов — важный способ общения в гнезде. Их гнезда могут быть большими и могут использоваться повторно в течение многих лет. Многие виды являются мигрирующими.
- Черный аист, Ciconia nigra (A)
- Белый аист, Ciconia ciconia

## Бакланы
Отряд : Олушеобразные   Семейство : Баклановые
Баклановые — это семейство средних и крупных прибрежных рыбоядных морских птиц. Окраска оперения варьируется, у большинства оперение в основном темное, некоторые виды черно-белые, а некоторые — разноцветные.
- Малый баклан, Microcarbo pygmeus
- Большой баклан, Phalacrocorax carbo

## Пеликаны
Отряд: Пеликанообразные   Семейство : Пелекановые
Пеликаны — крупные водоплавающие птицы с характерным мешочком под клювом. Как и у других представителей отряда пеликанообразные, у них перепончатые лапы с четырьмя пальцами.
- Розовый пеликан, Pelecanus onocrotalus (A)
- Кудрявый пеликан, Pelecanus crispus (A)

## Цапли, белые цапли и выпи
Отряд : Пелеканообразные   Семейство: Цаплевые
К семейству цаплевые относятся выпи, цапли и белые цапли. Цапли и белые цапли — это болотные птицы среднего и крупного размера с длинными шеями и ногами. Выпи, как правило, имеют более короткую шею и более осторожны. Цаплевые летают с втянутой шеей, в отличие от других птиц с длинной шеей, таких как аисты, ибисы и колпицы.
- Большая выпь, Botaurus stellaris (A)
- Малая выпь, Ixobrychus minutus
- Серая цапля, Ardea cinerea
- Рыжая цапля, Ardea purpurea (A)
- Большая белая цапля, Ardea alba
- Малая белая цапля, Egretta garzetta (A)
- Египетская цапля, Bubulcus ibis (A)
- Жёлтая цапля, Ardeola ralloides (A)
- Индийская жёлтая цапля, Ardeola Grayii (A)
- Обыкновенная кваква, Nycticorax nycticorax

## Ибисы и колпицы
Заказ : Пеликанообразные   Семейство : Ибисовые
Ибисовые — семейство крупных наземных и болотных птиц, в которое входят ибисы и колпицы . У них длинные широкие крылья с 11 первичными и около 20 вторичными перьями. Они хорошо летают и, несмотря на свой размер и вес, очень хорошо парят.
- Каравайка, Plegadis falcinellus (A)
- Обыкновенная колпица, Platalea leucorodia (A)

## Скопа
Отряд : Ястребообразные   Семейство : Скопиные
Семейство скопиные включает только один вид — скопу. Скопа — это хищник среднего и крупного размера, который является рыбоядным животным и распространен во всем мире.
- Скопа, Pandion haliaetus

## Ястребы, орлы и коршуны
Отряд : Ястребообразные   Семейство : Ястребиные
Ястребиные — семейство хищных птиц, в которое входят ястребы, орлы, коршуны, луни и грифы европейской части. У этих птиц мощные крючковатые клювы, которыми они отрывают плоть от добычи, сильные ноги, мощные когти и острое зрение.

## Совы
Отряд : Совообразные   Семейство : Совиные
Совиные — маленькие или большие одиночные ночные хищные птицы. У них большие обращенные вперед глаза и уши, ястребиный клюв и заметный круг перьев вокруг каждого глаза, называемый лицевым диском.
- Сплюшка, Otus scops
- Буланая совка, Otus brucei (A)
- Филин, Bubo bubo
- Домовый сыч, Athene noctua
- Серая неясыть, Strix aluco
- Ушастая сова, Asio otus
- Болотная сова, Asio flammeus
- Мохноногий сыч, Aegolius funereus (A)

## Удоды
Отряд : Птицы-носороги   Семейство : Удодовые
Удоды имеют черную, белую и оранжево-розовую окраску с большим поднятым хохолком на голове.
- Удод, Upupa epops

## Зимородки
Отряд : Ракшеобразные   Семейство : Зимородковые
Зимородки — птицы среднего размера с большими головами, длинными заостренными клювами, короткими ногами и короткими хвостами.
- Обыкновенный зимородок, Alcedo atthis

## Щурки
Отряд : Ракшеобразные   Семейство : Щурковые
Щурки — это группа схожая с воробьинообразными семейства щурковые. Большинство видов обитают в Африке, но другие встречаются в Южной Европе, на Мадагаскаре, в Австралии и Новой Гвинее. Для них характерно богато окрашенное оперение, стройное тело и обычно удлиненные центральные рулевые перья. Все они красочные, с длинными опущенными клювами и заостренными крыльями, которые при взгляде издалека придают им вид ласточек.
- Зелёная щурка, Merops persicus
- Золотистая щурка, Merops apiaster

## Сизоворонки
Отряд : Ракшеобразные   Семейство : Сизоворонковые
Сизоворонки по размеру и телосложению напоминают ворон, но более тесно связаны с зимородками и щурками . Они разделяют красочный внешний вид этих групп с преобладанием синего и коричневого цветов. Два внутренних передних пальца соединены, а внешний палец — нет.
- Сизоворонка, Coracias garrulus

## Дятлы
Отряд : Дятлообразные   Семейство : Дятловые
Дятлы — это птицы небольшого и среднего размера с долотообразными клювами, короткими ногами, жесткими хвостами и длинными языками, которые используются для ловли насекомых. У некоторых видов есть ноги с двумя пальцами, направленными вперед и двумя назад, в то время как у некоторых видов только три пальца. Многие дятлы громко стучат клювом по стволу дерева в поисках пищи.
- Вертишейка, Jynx torquilla
- Большой пестрый дятел, Dendrocopos major
- Белокрылый дятел, Dendrocopos leucopterus

## Соколы и каракары
Отряд : Соколообразные   Семейство : Соколиные
Соколиные — семейство дневных хищных птиц. Они отличаются от ястребов, орлов и коршунов тем, что убивают добычу клювом, а не когтями.
- Степная пустельга, Falco naumanni
- Обыкновенная пустельга, Falco tinnunculus
- Кобчик, Falco vespertinus (A)
- Дербник, колумбарий Фалько
- Чеглок, Falco subbuteo
- Лаггар, Falco jugger (A)
- Балобан, Falco cherrug
- Кречет, Falco rusticolus (A)
- Сокол-сапсан, Falco peregrinus

## Иволги
Отряд : Воробьинообразные   Семейство : Иволговые
Иволги — красочные птицы. Они похожи на птиц из семейства трупиаловых.
- Обыкновенная иволга, Oriolus oriolus
- Индийская золотая иволга, Oriolus kundoo

## Монархи
Отряд : Воробьинообразные   Семейство : Монарховые
Мухоловки-монархи — это насекомоядные воробьиные малого и среднего размера, которые охотятся, ловя мух.
- Райская мухоловка, Terpsiphone paradisi

## Сорокопуты
Отряд : Воробьинообразные   Семейство : Сорокопутовые
Сорокопуты — птицы отряда воробьиные, известные своей привычкой ловить других птиц и мелких животных и накалывать несъеденные части добычи на шипы. Клюв типичного сорокопута крючковатый, как у хищной птицы.
- Обыкновенный жулан, Lanius collurio
- Рыжехвостый жулан, Lanius phoenicuroides
- Буланый жулан, Lanius isabellinus
- Длиннохвостый сорокопут, Lanius schach
- Северный сорокопут, Lanius Borealis (A)
- Серый сорокопут, Lanius excubitor
- Чернолобый сорокопут, Lanius minor

## Вороны, сойки и сороки
Отряд : воробьинообразные   Семейство : врановые
Семейство врановых включает в себя воронов, ворон, сойок, галок, кедровок. Размер врановых выше среднего среди воробьинообразных, а некоторые из более крупных видов демонстрируют высокий уровень интеллекта.
- Сорока, Pica pica
- Кашмирская кедровка[уточнить], Nucifraga multipunctata
- Красноклювая галка, Pyrrhocorax pyrrhocorax
- Альпийская галка, Pyrrhocorax graculus
- Галка, Corvus monedula
- Грач, Corvus frugilegus
- Черная ворона, Corvus corone
- Серая ворона, Corvus cornix
- Большеклювая ворона, Corvus macrorhynchos
- Пустынный ворон, Corvus ruficollis
- Обыкновенный ворон, Corvus corax

## Синицы
Отряд : Воробьинообразные   Семейство : Синицевые
Синицы — это в основном небольшие коренастые лесные виды с коротким толстым клювом. У некоторых есть хохолок. Это легко адаптируемые птицы со смешанной диетой, включающей семена и насекомых.
- Синица рыжешейная, Periparus rufonuchalis
- Белая лазоревка, Cyanistes cyanus
- Тибетская ложносойка, Pseudopodoces humilis
- Большая синица, Parus major

## Ремезы
Отряд : воробьинообразные   Семейство : Ремизидовые
Ремезы — группа мелких воробьиных птиц, родственных настоящим синицам. Они насекомоядные.
- Обыкновенный ремез, Remiz pendulinus
- Тростниковый ремез, Remiz macronyx (A)
- Черноголовый ремез, Remiz coronatus

## Жаворонки
Отряд : Воробьинообразные   Семейство : Жаворонковые
Жаворонки — это маленькие наземные птицы, часто с экстравагантными песнями и красивыми полетами. Большинство жаворонков довольно невзрачные. Их пища — насекомые и семена.
- Пустынный жаворонок, Ammomanes Deserti (A)
- Рогатый жаворонок, Eremophila alpestris
- Малый жаворонок, Calandrella brachydactyla
- Тонкоклювый жаворонок, Calandrella acutirostris (A)
- Двупятнистый жаворонок, Melanocorypha bimaculata
- Степной жаворонок, Melanocorypha calandra
- Черный жаворонок, Melanocorypha yeltoniensis
- Солончаковый жаворонок, Alaudala cheleensis
- Туркестанский жаворонок[уточнить], Alaudala heinei (A)
- Белокрылый жаворонок, Alauda leucoptera
- Полевой жаворонок, Alauda arvensis
- Малый полевой жаворонок, Alauda gulgula
- Хохлатый жаворонок, Galerida cristata

## Усатая синица
Отряд : Воробьинообразные   Семейство : Усатая синица
Этот вид, единственный в своем семействе, встречается в тростниковых зарослях по всей Европе и Азии с умеренным климатом.
- Усатая синица, Panurus biarmicus

## Камышевки
Отряд : Воробьинообразные   Семейство : Камышовковые
Члены этого семейства, как правило, являются довольно крупными певчими птицами. Большинство из них имеют простой окрас, оливково-коричневые сверху с большим количеством желтого до бежевого снизу. Обычно они встречаются в открытых лесах, тростниковых зарослях или высокой траве. Встречаются в основном в южной и западной части Евразии и в окрестностях, но также простирается далеко в Тихий океан, некоторые виды присутствуют в Африке.
- Северная бормотушка, Iduna caligata
- Южная бормотушка, Iduna rama
- Бледная пересмешка, Iduna pallida (A)
- Пустынная пересмешка, Hippolais languida (A)
- Зелёная пересмешка, Hippolais icterina (A)
- Тонкоклювая камышевка, Acrocephalus melanopogon (A)
- Камышовка-барсучок, Acrocephalus schoenobaenus (A)
- Индийская камышовка, Acrocephalus agricola (A)
- Садовая камышовка, Acrocephalus dumetorum
- Большеклювая камышовка, Acrocephalus orinus (A)
- Болотная славка, Acrocephalus palustris
- Тростниковая камышевка, Acrocephalus scirpaceus
- Дроздовидная камышовка, Acrocephalus arundinaceus
- Туркестанская камышевка, Acrocephalus stentoreus

## Сверчковые
Отряд : Воробьинообразные   Семейство : Сверчковые
Сверчковые[уточнить] — семейство мелких насекомоядных певчих птиц, обитающих в основном в Евразии, Африке и Австралии. Это маленькие птицы с хвостами, которые обычно длинные и заостренные, и обычно тускло-коричневатые или желто-коричневые.
- Соловьиный сверчок, Locustella luscinioides
- Обыкновенный сверчок, Locustella naevia
- Длинноклювая пестрогрудка[уточнить], Locustella major (A)

## Ласточки
Отряд : Воробьинообразные   Семейство : Ласточковые
Семейство асточковыеп риспособлено к кормлению в воздухе. У них стройное обтекаемое тело, длинные заостренные крылья и короткий клюв с широким зевом. Лапы приспособлены к тому, чтобы сидеть, а не ходить, а передние пальцы частично соединены у основания.
- Малая ласточка, Riparia chinensis (A)
- Береговушка, Riparia riparia
- Бледная береговушка, Riparia diluta
- Скалистая ласточка, Ptyonoprogne rupestris
- Деревенская ласточка, Hirundo rustica
- Нитехвостая ласточка, Hirundo smithii (A)
- Рыжепоясничная ласточка, Cecropis daurica
- Городская ласточка, Delichon urbicum

## Бюльбюли
Отряд : Воробьинообразные   Семейство : Бюльбюлевые
Бюльбюли — певчие птицы среднего размера. Некоторые из них красочные с желтыми, красными или оранжевыми отверстиями, щеками, горлом или надбровными дугами, но большинство из них тусклые, с однородным оперением от оливково-коричневого до черного. Некоторые виды имеют отчетливые хохолки.
- Белоухий бюльбюль[уточнить], Pycnonotus leucotis (A)

## Пеночки
Отряд : Воробьинообразные   Семейство : Пеночки
Пеночки — это семейство мелких насекомоядных птиц, обитающих в основном в Евразии и простирающихся до Уоллесии и Африки. Виды имеют разный размер, часто с зеленым оперением сверху и желтым снизу или более приглушенным, от серовато-зеленого до серовато-коричневого цвета.
- Пеночка-трещотка, Phylloscopus sibilatrix (A)
- Тусклая зарничка, Phylloscopus humei
- Корольковая пеночка, Phylloscopus proregulus
- Индийская пеночка, Phylloscopus griseolus
- Пеночка обыкновенная[уточнить], Phylloscopus ignorenus (A)
- Пеночка-весничка, Phylloscopus trochilus (A)
- Горная теньковка, Phylloscopus sindianus
- Пеночка-теньковка, Phylloscopus collybita
- Желтобрюхая пеночка, Phylloscopus nitidus (A)
- Зелёная пеночка, Phylloscopus trochiloides
- Зеленокрылая пеночка, Phylloscopus occipitalis

## Кустарниковые камышевки
Отряд : воробьинообразные   Семейство : Скотоцерка
Члены этого семейства встречаются по всей Африке, Азии и Полинезии. Их таксономия постоянно меняется, и некоторые авторитеты относят некоторые роды к другим семействам.
- Вертлявая славка, Scotocerca inquieta
- Широкохвостая камышовка, Cettia cetti

## Длиннохвостые синицы
Отряд : Воробьинообразные   Семейство : Длиннохвостые синицы
Длиннохвостые синицы — это группа мелких воробьиных птиц со средним или длинным хвостом. Они делают гнезда из плетеных веток на деревьях. Большинство придерживается смешанной диеты, в которую входят насекомые.
- Расписная синичка, Leptopoecil sophiae

## Славки
Отряд : Воробьинообразные   Семейство : Славковые
Семейство Славковые — группа мелких насекомоядных воробьиных птиц. В основном они встречаются как гнездящиеся виды, как следует из общего названия, в Европе, Азии и, в меньшей степени, в Африке. Большинство из них в целом ничем не примечательны, но у многих есть характерные песни.
- Черноголовая славка, Sylvia atricapilla (A)
- Садовая славка, Сильвия Борин (A)
- Ястребиная славка, Curruca nisoria
- Славка-завирушка, Curruca curruca
- Восточная певчая славка[3], Curruca crassirostris
- Пустынная славка, Curruca nana
- Белоусая славка, Curruca mystacea (A)
- Серая славка, Curruca communis

## Кустарницы
Отряд : Воробьинообразные   Семейство : Кустарницевые
Члены этого семейства разнообразны по размеру и окраске, хотя представители рода Turdoides имеют тенденцию быть коричневыми или сероватыми. Семейство встречается в Африке, Индии и Юго-Восточной Азии.
- Полосатая кустарница, Trochalopteron lineatum (A)

## Корольки
Отряд : Воробьинообразные   Семейство: Корольки
Корольки представляют собой небольшую группу птиц, часто включаемых в состав певчих птиц европейского региона, они также напоминают синиц.
- Желтоголовый королёк, Regulus regulus

## Стенолазы
Отряд : Воробьинообразные   Семейство : Tichodromidae
Стенолаз — это маленькая птица, родственна к семейству поползней, у которой малиновое, серое и черное оперение.
- Стенолаз, Tichodroma muraria

## Поползни
Отряд : Воробьинообразные   Семейство : Поползни
Поползни — небольшие лесные птицы. У них есть необычная способность спускаться с деревьев вниз головой, в отличие от других птиц, которые могут двигаться только вверх. Поползни имеют большие головы, короткие хвосты и мощные клювы и ноги.
- Большой скалистый поползень, Sitta tephronota

## Пищухи
Отряд : Воробьинообразные   Семейство : Пищуховые
Пищухи — маленькие лесные птицы, коричневые сверху и белые снизу. У них тонкие заостренные, загнутые вниз клювы, которые они используют для извлечения насекомых из под коры. У них жесткие хвостовые перья, как у дятлов, которыми они опираются на вертикальные деревья.
- Гималайская пищуха, Certhia himalayana

## Крапивники
Отряд : Воробьинообразные   Семейство : Крапивниковые
Крапивники в основном маленькие и незаметные, если не считать их громких песен. У этих птиц короткие крылья и тонкие загнутые вниз клювы. Некоторые виды часто держат хвост вертикально. Все они насекомоядные.
- Крапивник, Troglodytes troglodytes

## Оляпки
Отряд : воробьинообразные   Семейство : Оляпки
Оляпки — это группа птиц, среда обитания которых включает водную среду в Америке, Европе и Азии. Они названы в честь их покачивающихся или наклоняющихся движений.
- Оляпка, Cinclus cinclus
- Бурая оляпка, Cinclus pallasii

## Скворцы
Отряд : Воробьинообразные   Семейство : Скворцовые
Скворцы — мелкие и средние воробьиные птицы. Они очень общительны, их предпочтительная среда обитания — открытая местность. Они едят насекомых и фрукты. Оперение обычно темное с металлическим блеском.
- Обыкновенный скворец, Sturnus vulgaris
- Розовый скворец, Пастор Розеус
- Браминский скворец, Sturnia pagodarum (A)
- Обыкновенная майна, Acridotheres tristis

## Дрозды
Отряд : Воробьинообразные   Семейство : Дроздовые
Дрозды — это группа воробьиных птиц, которые встречаются в основном в европейской части. Они округлые, с мягким оперением, мелкие и средние насекомоядные, а иногда и всеядные, часто питающиеся на земле. У многих красивое пение.
- Деряба, Turdus viscivorus
- Певчий дрозд, Turdus philomelos
- Белобровик, Turdus iliacus
- Чёрный дрозд, Turdus merula
- Одноцветный дрозд, Turdus unicolor (A)
- Рябинник, Turdus pilaris
- Чернозобый дрозд, Turdus atrogularis

## Мухоловки
Отряд : Воробьинообразные   Семейство : Мухоловковые
Мухоловки — это большая группа мелких воробьиных птиц, обитающих в европейской части. В основном это мелкие древесные насекомоядные. Внешний вид этих птиц весьма разнообразен, но у них в основном слабые песни и резкие крики.

## Свиристели
Отряд : воробьинообразные   Семейство : Свиристели
Свиристели — это группа птиц с мягким шелковистым оперением и уникальными красными кончиками некоторых перьев крыльев. У богемского и кедрового свиристелей эти кончики выглядят как сургуч и дали название этой группе в английском языке (Waxwings — сургучные крылья). Это древесные птицы северных лесов. Они питаются насекомыми летом и ягодами зимой.
- Свиристель, Bombycilla garrulus

## Завирушки
Отряд : Воробьинообразные   Семейство : Завирушковые 
В семействе единственный род Завирушки, которое является полностью эндемичным для Палеарктики. Это маленькие, довольно тусклые виды, внешне похожие на воробьев.
- Альпийская завирушка, Prunella Collis
- Гималайская завирушка, Prunella himalayana
- Бледная завирушка, Prunella fulvescens
- Черногорлая завирушка, Prunella atrogularis

## Воробьи
Отряд : Воробьинообразные   Семейство : Воробьиные
Воробьи — мелкие воробьиные птицы. В целом воробьи, как правило, маленькие, пухлые, коричневые или серые птицы с короткими хвостами и короткими мощными клювами. Воробьи питаются семенами, но они также едят мелких насекомых.
- Саксауловый воробей, Passer ammodendri
- Домовый воробей, Passer domesticus
- Черногрудый воробей, Passer hispaniolensis
- Полевой воробей, Passer montanus
- Каменный воробей, Petronia petronia
- Снежный вьюрок, Montifringilla nivalis
- Афганский снежный вьюрок, Montifringilla theresae (A)

## СемействоТрясогузковые
Мелкие птицы со средним или длинным хвостом. Это стройные насекомоядные птицы.
- Горная трясогузка, Motacilla cinerea
- Желтая трясогузка, Motacilla flava
- Жёлтая трясогузка, Motacilla tschutschensis (A)
- Желтоголовая трясогузка, Motacilla citreola
- Белая трясогузка, Motacilla alba
- Степной конёк, Anthus richardi
- Полевой конёк, Anthus campestris
- Луговой конек, Anthus pratensis (A)
- Розовый конёк, Anthus roseatus
- Лесной конёк, Anthus tribulis
- Краснозобый конек, Anthus cervinus
- Горный конёк, Anthus spinoletta
- Американский конёк, Anthus rubescens (A)

## Зяблики, вьюрки, чижи
Отряд : Воробьинообразные   Семейство : Вьюрковые
Зяблики — это воробьиные птицы, питающиеся семенами, от маленьких до средних размеров с сильным клювом, обычно коническим, а у некоторых видов очень крупным. У всех птиц по двенадцать рулевых перьев и девять основных. У этих птиц подпрыгивающий полет с чередующимися от взмахов до скольжения на сложенных крыльях, и большинство из них хорошо поют.
- Зяблик, Fringilla coelebs
- Вьюрок, Fringilla montifringilla
- Арчовый дубонос, Mycerobas carnipes
- Обыкновенный дубонос, Coccothraustes coccothraustes (A)
- Обыкновенная чечевица, Carpodacus erythrinus
- Арчовая чечевица, Carpodacus rhodochlamys
- Розовая чечевица, Carpodacus grandis (A)
- Большая чечевица, Carpodacus rubicilla
- Урагус, Carpodacus sibiricus
- Красный вьюрок, Carpodacus puniceus
- Снегирь обыкновенный, Pyrrhula pyrrhula
- Краснокрылый чечевичник, Rhodopechys sanguineus
- Пустынный снегирь, Bucanetes githagineus
- Монгольский снегирь[уточнить], Bucanetes mongolicus
- Гималайский вьюрок, Leucosticte nemoricola
- Жемчужный вьюрок[уточнить], Leucosticte brandti
- Буланый вьюрок, Rhodospiza obsoleta (A)
- Обыкновенная зеленушка, Chloris chloris
- Горная коноплянка, Linaria flavirostris
- Коноплянка, Linaria cannabina
- Чечётка, Acanthis flammea
- Клёст-еловик, Loxia curvirostra
- Черноголовый щегол, Carduelis carduelis
- Корольковый вьюрок, Serinus pusillus
- Чиж, Spinus spinus

## Овсянки
Отряд : Воробьинообразные   Семейство : Настоящие овсянки
Овсянки — большое семейство воробьиных птиц. Это питающиеся семенами птицы с клювами характерной формы. Многие виды овсянок имеют характерный рисунок на голове.
- Жёлчная овсянка, Emberiza bruniceps
- Просянка, Emberiza calandra
- Горная овсянка, Emberiza cia
- Сибирская овсянка Годлевского, Emberiza godlewski
- Овсянка Стюарта, Emberiza stewarti
- Обыкновенная овсянка, Emberiza citrinella
- Белошапочная овсянка, Emberiza leucocephalos
- Каменная овсянка, Emberiza buchanani
- Садовая овсянка, Emberiza hortulana (A)
- Тростниковая овсянка, Emberiza schoniclus
- Овсянка-крошка, Emberiza pusilla (A)
- Овсянка-ремез, Emberiza rustica (A)
- Рыжая овсянка[уточнить], Emberiza rutila (A)